# Ponalatéon
Ponalatéon est une localité située dans le département de Gbomblora de la province du Poni dans la région Sud-Ouest au Burkina Faso.

## Santé et éducation
Ponalatéon accueille un dispensaire isolé tandis que le centre de santé et de promotion sociale (CSPS) se trouve à Gbomblora et le centre hospitalier régional (CHR) de la province à Gaoua.

## Personnalités liées à Ponalatéon
- Nani Palé, né vers 1925 à Ponalatéon